# The Merry Goes 'Round
The Merry Goes 'Round è un album in studio della cantante statunitense Jewel, pubblicato nel 2011.

## Tracce
Tutte le tracce sono state scritte da Jewel e Patrick Davis, eccetto dove indicato.

1. Sammy the Spider – 4:47
2. Supermarket Song – 3:36
3. Just Like Penguins Do – 4:39
4. Bucky the Bull – 4:32
5. She'll Be Coming 'Round the Mountain (tradizionale) – 2:26
6. Sara Swan Sleepy Head – 4:32
7. Play Day – 3:12
8. Only Shadows – 3:18
9. Oh! Susanna (Stephen Foster) – 2:22
10. Give Me the Rainbow – 4:08
11. My Favorite Things (Richard Rodgers, Oscar Hammerstein II) – 3:46
12. And the Green Grass Grows All Around (William Jerome, Harry Von Tilzer) – 4:09
13. Snooze Button Blues – 3:30
14. Happy – 3:55
15. In My Room – 3:55
16. Count on Me – 4:41